# Protestantse kerk van Laoureux

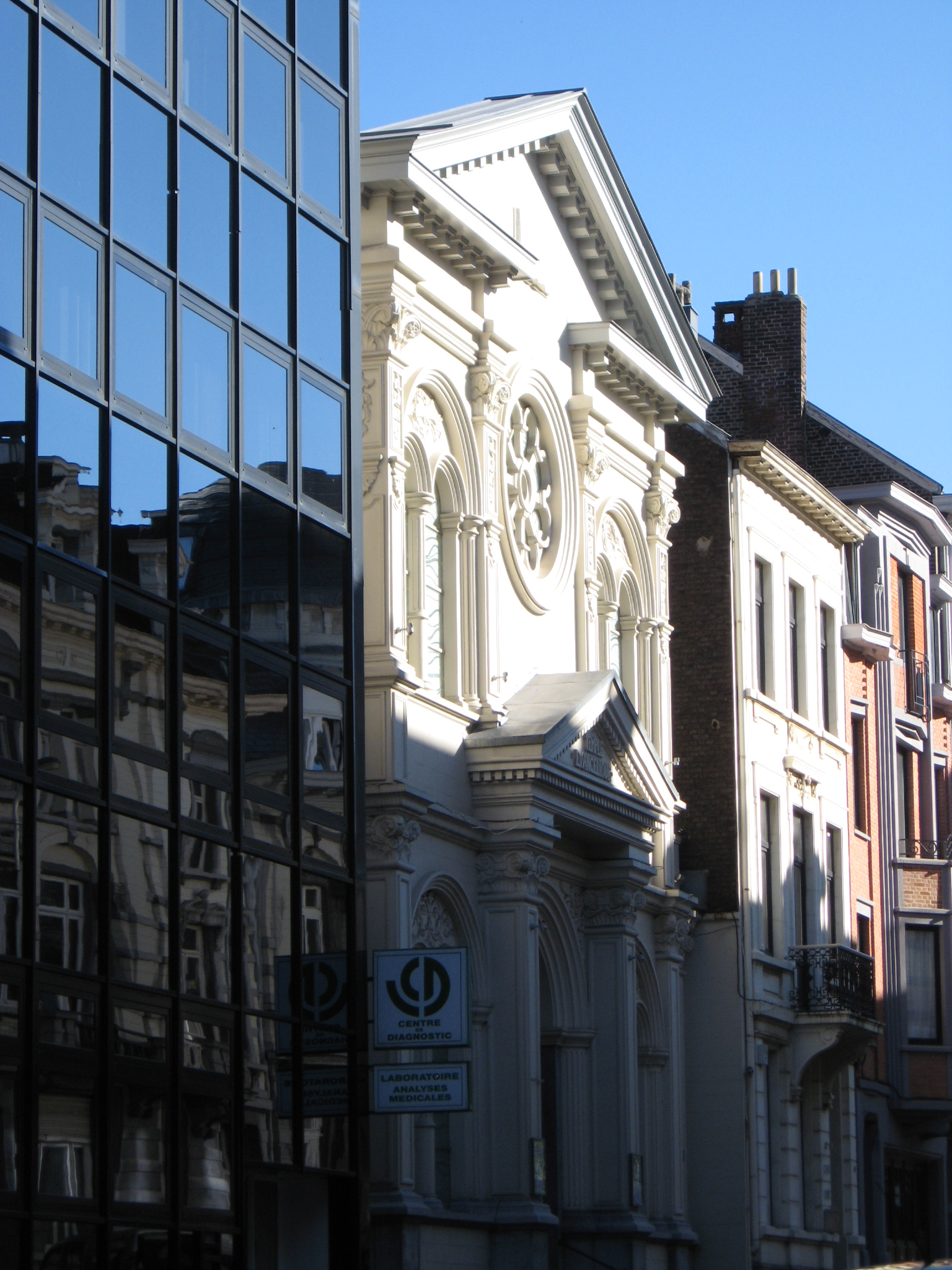
Protestantse kerk

De Protestantse kerk van Laoureux is een protestants kerkgebouw in de Belgische stad Verviers, gelegen aan de Rue Laoureux 33-35.

## Geschiedenis
In tegenstelling tot de reeds in Verviers aanwezige protestantse gemeente is de gemeente van Laoureux door evangeliesatie-arbeid ontstaan, en wel in 1849. Daarom was deze gemeente onderdeel van de Église chrétienne missionnaire belge, welke zich echter in 1979 eveneens bij de Église Protestante Unie de Belgique (EPUB) aansloot.
In 1878 werd aan de Rue Donckier een voorlopig protestants kerkgebouw betrokken, om in 1912 verruild te worden voor het huidige gebouw aan de Rue Laoureux. Dit gebouw raakte enigszins in verval, zo waren de vensters beschadigd door bomexplosies in 1944. Omstreeks 2000 werd het gebouw geheel gerenoveerd.

## Gebouw
Het betreft een gebouw in eclectische stijl, met boven de ingang een driehoekig fronton, waarop de tekst: TEMPLE EVANGELIQUE werd aangebracht. Daarboven bevindt zich een roosvenster en daar weer boven opnieuw een driehoekig fronton, waarin in reliëf een (Bijbel-)boek is te vinden.